# Les salauds dorment en paix
Pour plus de détails, voir Fiche technique et Distribution.
Les salauds dorment en paix, également intitulé Les salauds se portent bien (悪い奴ほどよく眠る, Warui yatsu hodo yoku nemuru) est un film japonais réalisé par Akira Kurosawa, sorti en 1960 et mettant en vedette Toshirō Mifune.
Le film raconte l'histoire de Koichi Nishi, un homme déterminé à se venger des dirigeants corrompus d'une grande entreprise de construction, qu'il tient pour responsables de la mort de son père. Se faisant passer pour un employé loyal, il s'infiltre dans la société, épouse la fille de l'un des cadres supérieurs et élabore un plan complexe pour démasquer les hommes puissants derrière un système de corruption et d'injustice.
Inspiré librement du Hamlet de Shakespeare, Les salauds dorment en paix explore les thèmes de la vengeance, de la culpabilité, et de la corruption au sein du Japon d'après-guerre. Le film est particulièrement connu pour sa scène d'ouverture spectaculaire, un mariage qui sert de cadre à une arrestation publique et met en place le ton sombre et cynique de l'intrigue. À travers son personnage principal, Nishi, Kurosawa dresse un portrait sans concession de l'injustice institutionnelle et des dilemmes moraux qu’elle engendre.
Considéré comme l'une des œuvres les plus sombres de Kurosawa, Les salauds dorment en paix a été salué pour son scénario intelligent, ses performances intenses, et sa critique cinglante du monde des affaires et des élites corrompues. Le film est souvent étudié pour sa mise en scène visuellement percutante et son exploration des conflits internes et sociaux dans une société gangrenée par la trahison et la quête de pouvoir.

## Synopsis
Iwabuchi, haut fonctionnaire, vice-président de l'office public du développement des sols inexploités, marie sa fille, Yoshiko, à son secrétaire, Koichi Nishi. Des journalistes  assistent à la cérémonie car la police est présente pour appréhender des personnes soupçonnées de corruption. Le comptable de Dairyu Construction, une société à laquelle l’office public a confié des terrains à construire a été arrêté. L'inspecteur délivre aussi un mandat d’arrêt pour Wada, l’adjoint au service juridique de l’office. Son chef, Shirai doit remplacer Wada en maître de cérémonie, ce qui le met mal à l'aise. Tatsuo, le frère de la mariée, dément publiquement l'idée que son ami Nishi, présenté comme orphelin, aurait profité du handicap de celle-ci, une jambe plus courte qui la rend boiteuse, pour la courtiser et devenir ainsi le secrétaire de son père. Il est fier de la droiture de son ami mais promet d'être attentif au bonheur de sa sœur. Les journalistes remarquent que sont réunis à la tête de l'Office ceux qui s’étaient déjà illustrés, il y a cinq ans, dans le scandale du Nouveau bâtiment public : Iwabuchi en était directeur, Moriyama chef de division et Shirai chef de bureau. Ils avaient étouffé une affaire de corruption dans laquelle, Furuya, l’adjoint du directeur s’était jeté du 7e étage. Au moment du dessert, alors que l’on s’apprête à couper la pièce montée, un second gâteau en forme d’immeuble arrive devant les invités ; elle a la forme du Nouveau bâtiment public et une rose est plantée dans une fenêtre du 7e étage.
Le lendemain, Wada et le comptable Miura sont accusés de corruption. Mais après 20 jours de garde à vue, le procureur doit les relâcher. À sa sortie de prison, Miura apprend qu’il va être incarcéré de nouveau pour détournement de fonds. Il se suicide en se jetant sous un camion.
La presse informe que Wada a suivi son exemple car un message a été trouvé près d'un volcan. En fait, Wada a été sauvé par Nishi, le gendre d'Iwabuchi, qui tient cependant à ce que l'on croit que l’adjoint du service juridique soit mort. Nishi lui fait assister à son enterrement et lui fait écouter un enregistre de  Moriyama, bras droit de Iwabuchi, et Shirai. Ils se félicitent de la mort de Wada qui les arrange bien.
Shirai constate avec effroi que tout l'argent de la corruption a été volé. Moriyama découvre dans la sacoche de Shirai les 5 millions mis secrètement par Nishi. Discrédité, Shirai rentre chez lui mais voit surgir Wada dans la nuit qu’il croit être son fantôme.
Nishi s’en veut de négliger Yoshiko en rentrant tard le soir. Iwabuchi décide d’éliminer Shirai. Alors que celui-ci rentre chez lui, un tueur l’attend mais Nishi le sauve. Avec Wada, il l’amène jusqu’au 7e étage du Nouveau bâtiment public où il menace de le jeter par la fenêtre ou de l’empoisonner. La raison de Shirai bascule définitivement et Nishi l’abandonne là.
Le lendemain, Moriyama interroge la femme de Furuya, Elle lui indique que son mari avait connu une première femme avec laquelle il avait eu un enfant. Moriyama découvre sur une photo que Nishi est le fils de Furuya. Il s’empresse de prévenir Iwabuchi de l'identité de son secrétaire. Tatsuo, surprend leur conversation et chasse Nishi d’un coup de fusil lorsqu’il rentre innocemment avec un bouquet de fleurs pour Yoshiko.
Iwabuchi est appelé par Nishi qui lui annonce qu’il détient Moriyama. Celui-ci est en effet prisonnier dans l’ancienne usine de munitions de Musashino où Nishi et son ami de toujours, Itakura, furent mobilisés pendant la guerre. Ils ont ensuite changé d'identité pour permettre à Nishi d'assumer sa vengeance. Wada ramène Yoshiko afin qu’elle sache que Nishi l’aime. Celui-ci lui raconte le suicide de son père victime de la corruption. Yoshiko accepte que Nishi  dénonce son père. Moriyama, pour obtenir à manger, indique où se trouvent cachés les 15 millions de yens reçus en pot de vin. Yoshiko rentre chez elle mais Iwabuchi réussit à la droguer tout en lui faisant révéler où se cache son époux. A son réveil, Yoshiko comprend qu’elle a été trompée par son père et accompagnée de son frère, elle retourne à l'usine. Ils trouvent Itakura en pleurs : Nishi vient d’être tué: il était dans la voiture accidentée sur la voie de chemin de fer. Des hommes de main d'Iwabuchi lui ont injecté de l’alcool dans le sang avant de le conduire dans la voiture sur la voie ferrée. Wada déjà considéré comme mort doit aussi avoir été exécuté. Il n’y a plus de preuve. Tetsuo et Yoshiko comprennent que leur père est à l’origine de leur malheur, la perte d’un mari aimé pour Yoshiko et d’un ami pour Tatsuo, aussi ils rejettent leur père. Celui-ci seul, est appelé par un personnage haut placé qu’il protège. À sa demande, Iwabuchi va démissionner et prendre des vacances en Europe avant de retrouver un nouveau poste à son retour.

## Fiche technique

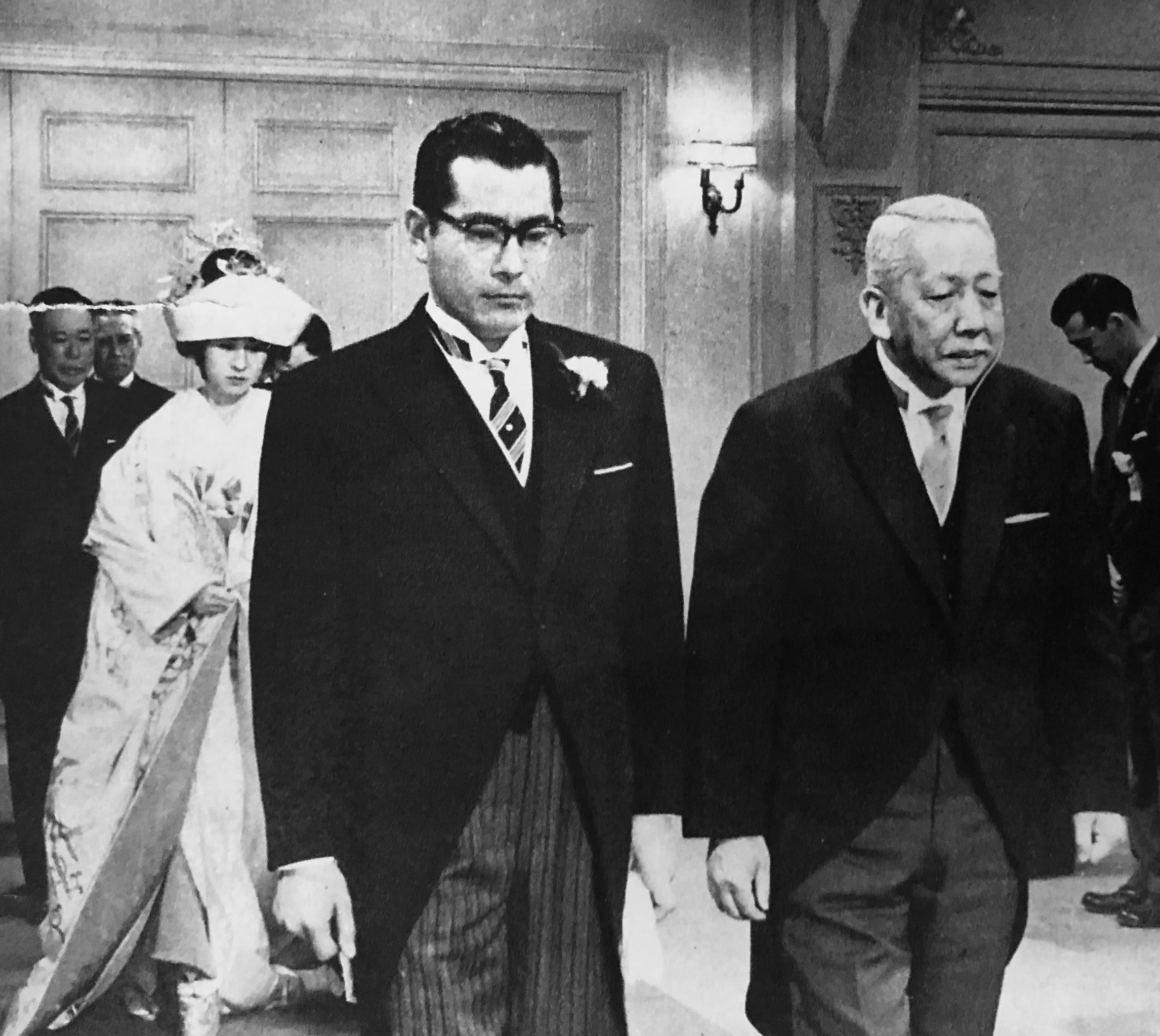
Toshirō Mifune dans la scène du mariage.

- Titre : Les salauds dorment en paix
- Titre original : 悪い奴ほどよく眠る (Warui yatsu hodo yoku nemuru?)
- Titre anglais : The Bad Sleep Well
- Réalisation : Akira Kurosawa
- Assistants réalisateurs : Shirō Moritani, Yoshimitsu Banno (ja), Kiyoshi Nishimura
- Scénario : Akira Kurosawa, Shinobu Hashimoto, Eijirō Hisaita (ja), Ryūzō Kikushima, Hideo Oguni
- Musique : Masaru Satō
- Photographie : Yuzuru Aizawa (ja)
- Premier assistant opérateur : Takao Saitō
- Décors : Yoshirō Muraki
- Montage : Akira Kurosawa
- Production : Akira Kurosawa et Tomoyuki Tanaka
- Société de production : Kurosawa Productions
- Pays de production :  Japon
- Langue originale : japonais
- Format : noir et blanc - 2,35:1 (TohoScope) - Stéréo - 35 mm
- Genre : drame
- Durée : 150 minutes[2] (métrage : dix bobines - 4 123 m[2])
- Dates de sortie :
  - Japon : 15 septembre 1960[2]
  - France : 21 juillet 2004[3]

## Distribution
- Toshirō Mifune : Koichi Nishi
- Masayuki Mori : Iwabuchi
- Kyōko Kagawa : Yoshiko Nishi
- Tatsuya Mihashi : Tatsuo Iwabuchi
- Takashi Shimura : Moriyama
- Kō Nishimura : Shirai
- Takeshi Katō : Itakura
- Kamatari Fujiwara : Wada
- Chishū Ryū : Nonaka
- Seiji Miyaguchi : Okakura

## Production

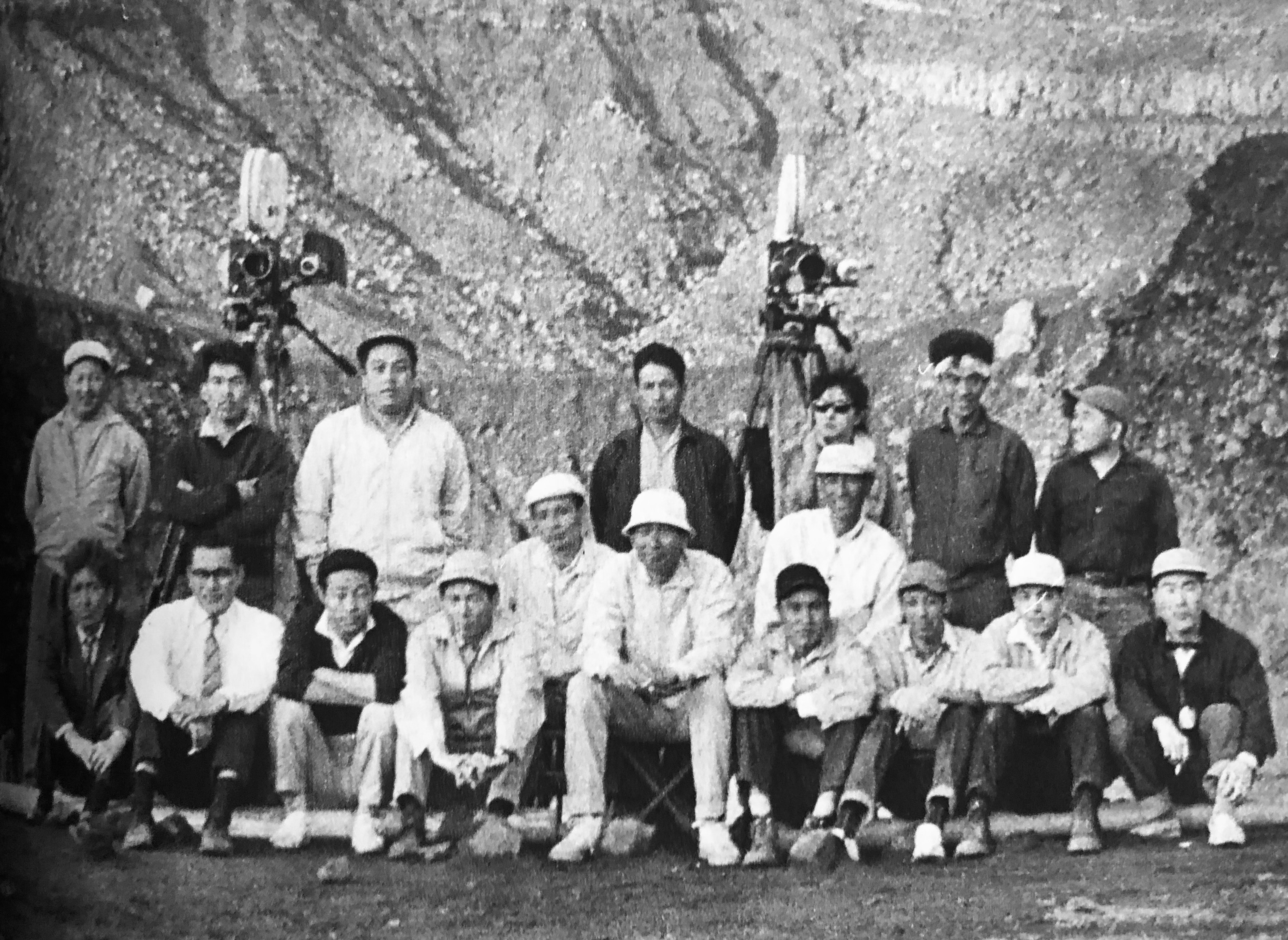
L'équipe de tournage durant la production.

Bien qu'ayant été un succès critique et commercial, la Tōhō s'est frustré de voir Kurosawa dépasser le budget pendant le tournage de La Forteresse cachée, et en réponse, Kurosawa décide de former sa propre société de production, Kurosawa Productions, en 1959. Pour son premier film indépendant, il pense qu'il serait insultant pour le public de faire un film avec l'intention de seulement gagner de l'argent et décide que son prochain film portera sur un sujet d'importance sociale.
Le film est une réinterprétation du Hamlet de William Shakespeare, dont il reprend quelques éléments. L'idée pour Les salauds dorment en paix vient du neveu de Kurosawa, Yoshio Inoue, dont l'histoire intitulée La prospérité des mauvais hommes est utilisée comme base pour le scénario de Kurosawa qu'il commence à écrire avec Eijirō Hisaita (ja), avec qui il avait déjà collaboré sur Je ne regrette rien de ma jeunesse et L'Idiot, tous deux mettant en vedette Setsuko Hara. Les autres collaborateurs de Kurosawa, Hideo Oguni, Ryūzō Kikushima et Shinobu Hashimoto, rejoignent ensuite Kurosawa et Hisaita dans le processus d'écriture une fois libérés de leurs autres projets. Le processus d'écriture du scénario prend 80 jours, le texte étant soigneusement écrit pour ne pas ressembler à des cas réels de corruption au Japon.
Le tournage commence le 22 mars 1960, principalement au chantier naval de Toyohashi, au mont Aso, au Marunouchi Building et à la prison de Yokohama. Pour jouer de manière convaincante le rôle d'une épouse handicapée, Kyōko Kagawa utilise des chaussures de hauteurs inégales et une attelle de genou. Pendant le tournage d'une scène en voiture, elle subit des blessures au visage et envisage d'abandonner sa carrière d'actrice. À l'hôpital où elle est soignée, Toshirō Mifune empêche la presse de l'interviewer en se tenant devant la porte de sa chambre.

## Accueil
Les critiques contemporaines sont positives, avec un article de Bosley Crowther dans le New York Times de janvier 1963 le qualifiant de « drame agressif et glaçant du Japon moderne » qui « donne à une histoire ordinaire de cupidité et de conflit meurtrier une certaine tonalité philosophique de base ». Il loue Kurosawa pour avoir mis en scène « ce qui équivaut à des clichés dans ce type de fiction de bras de fer d'une manière qui les rend frais et pleins d'humour sardonique, comme si nous n'avions jamais vu leurs semblables auparavant ». Dan Schneider (en) considère qu'il s'agit de l'un des meilleurs films de Kurosawa.
L'avis le plus répandu du film parmi les critiques professionnels concerne la fin. Dans une critique de 2006 de la sortie DVD de The Criterion Collection, Keith Phipps de The A.V. Club le qualifie de « film assuré et musclé de Kurosawa [...] qui est d'autant plus décevant lorsqu'une fin informe, anti-climax, mais probablement inévitable le gâche ».
Lors des 14e prix du film Mainichi, Masayuki Mori et Masaru Satō remportent respectivement les prix du meilleur acteur dans un second rôle et de la meilleure musique.
Le réalisateur américain Francis Ford Coppola a cité Les salauds dorment en paix parmi ses films préférés, décrivant les trente premières minutes du film comme « aussi parfaites que n'importe quel film que j'ai jamais vu » et l'a utilisé comme inspiration pour la séquence de mariage au début de son film emblématique Le Parrain de 1972,.

## Distinctions
Sauf indication contraire, les informations mentionnées dans cette section peuvent être confirmées par la base de données cinématographiques IMDb,  présente dans la section « Liens externes ».

### Récompenses
- 1961 : prix Mainichi du meilleur acteur dans un second rôle pour Masayuki Mori (conjointement pour Tendre et folle adolescence) et de la meilleure musique pour Masaru Satō (conjointement pour Chikuhō no kodomotachi et La Bande des têtes brûlées fait route vers l'ouest)[12]
- 1961 : prix Kinema Junpō du meilleur scénario pour Shinobu Hashimoto (conjointement pour Kuroi gashū: Aru sarariman no shōgen)

### Sélection
Les salauds dorment en paix est sélectionné en compétition pour l'Ours d'or lors de la Berlinale 1961.